# Satz von Minlos-Sasonow
Der Satz von Minlos-Sasonow ist ein Resultat aus der Maßtheorie in topologischen Vektorräumen. Er liefert eine hinreichende Bedingung damit ein zylindrisches Maß auf einem lokalkonvexen Raum σ-additiv ist. Dies ist der Fall, wenn die Fourier-Transformierte bei Null stetig in der Sazonow-Topologie ist. Eine solche Topologie nennt man in der unendlichdimensionalen Analysis ausreichend. Der Satz ist nach den beiden russischen Stochastikern Robert Adolfowitsch Minlos und Wjatscheslaw Wassiljewitsch Sasonow benannt.
Der Satz von Minlos-Sasonow ist eine Verallgemeinerung einiger zentraler Resultate, darunter der Satz von Minlos von 1963 und der Satz von Sasonow von 1958. Sazonow bewies, dass ein zylindrisches Maß auf einem separablen Hilbertraum σ-additiv ist, wenn die Fourier-Transformierte stetig in einer bestimmten Topologie ist, welche heute Sazonow-Topologie genannt wird. 1963 bewies Robert Minlos, dass jede positiv definite Funktion auf einem nuklearen Raum {\displaystyle E} die Fourier-Transformierte eines Radonmaßes auf dem topologischen Dualraum {\displaystyle E'} ist. Andrei Kolmogorow bemerkte, dass eine Funktion die Fourier-Transformierte eines Radonmaßes ist, wenn sie stetig in der Sazonow-Topologie ist. In nuklearen Räumen stimmt die Sazonow-Topologie sogar mit der nuklearen Topologie überein. Später verallgemeinerte Albert Badrikian und danach Laurent Schwartz die Sätze dann weiter auf lokalkonvexe Räume. Der Satz wird deshalb auch manchmal als Satz von Minlos-Sasonow-Badrikian bezeichnet.

## Einführung und Herleitung der Sasonow-Topologie
Sei {\displaystyle (X,\tau )} ein lokalkonvexer Vektorraum, {\displaystyle X^{*}} sei der algebraische und {\displaystyle X'} der topologische Dualraum. Sei {\displaystyle \langle ,\rangle \colon X\times X'\to \mathbb {R} } die duale Paarung. Eine Topologie {\displaystyle \tau ^{K}} auf {\displaystyle X} heißt kompatibel bezüglich der dualen Paarung {\displaystyle \langle ,\rangle }, falls der Dualraum von {\displaystyle X} bezüglich der Topologie {\displaystyle \tau ^{K}} auch {\displaystyle X'} ist und somit die duale Paarung übereinstimmt.

### Zylindrische Algebra, zylindrisches Maß und ihre Fourier-Transformierte
Sei {\displaystyle F\subset X^{*}} und {\displaystyle {\mathcal {Zyl}}(X,F)} sei die zylindrische Algebra, das ist die Algebra
{\displaystyle {\mathcal {Zyl}}(X,F):=\bigcup \limits _{n=1}^{\infty }{\mathfrak {A}}_{f_{1},\dots ,f_{n}}}
bestehend aus den σ-Algebren {\displaystyle {\mathfrak {A}}_{f_{1},\dots ,f_{n}}} der Zylindermengen erzeugt durch endliche {\displaystyle f_{1},\dots ,f_{n}\in F}.
Ein zylindrisches Maß {\displaystyle \mu } (auch Zylindermengenfunktion genannt) ist eine projektives System von Maßen auf {\displaystyle {\mathcal {Zyl}}(X,F)}, das heißt {\displaystyle \mu } ist eine Mengenfunktion, welche σ-additiv auf allen σ-Algebren {\displaystyle {\mathfrak {A}}_{f_{1},\dots ,f_{n}}} ist.
Für ein zylindrisches Maß {\displaystyle \mu } auf {\displaystyle {\mathcal {Zyl}}(X,F)} definiert man die Fourier-Transformiert {\displaystyle {\hat {\mu }}(f)\colon F\to \mathbb {C} } durch
{\displaystyle {\hat {\mu }}(f)=\int _{X}e^{i\langle x,f\rangle }d\mu (x),\quad f\in F.}

### Herleitung der Sazonow-Topologie
Sei {\displaystyle p} eine Halbnorm auf {\displaystyle X} und betrachte den Quotientenraum {\displaystyle X_{p}:=X/p^{-1}(0)} mit der kanonischen Abbildung {\displaystyle Q_{p}\colon X\to X_{p}} definiert durch {\displaystyle Q_{p}\colon x\mapsto [x]=x+p^{-1}(0)}. Nun definiert man eine Norm {\displaystyle {\overline {p}}} auf {\displaystyle X_{p}} durch
{\displaystyle {\overline {p}}(y)=p\left(Q_{p}^{-1}(y)\right)} für {\displaystyle y\in X_{p}}
und der zugehörige Banachraum {\displaystyle {\overline {X}}_{p}}, der durch Vervollständigung unter dieser Norm entsteht. Weiter sei {\displaystyle i_{p}\colon X_{p}\hookrightarrow {\overline {X}}_{p}} die natürliche Einbettung in den Banachraum, dann definiere die Abbildung {\displaystyle {\overline {Q}}_{p}\colon X\to {\overline {X}}_{p}} durch
{\displaystyle {\overline {Q}}_{p}(x):=i_{p}\left(Q_{p}(x)\right),}
welches eine stetige Funktion ist.
Sei nun {\displaystyle q} eine weitere Halbnorm auf {\displaystyle X}, so dass für alle {\displaystyle x\in X} und eine Konstante {\displaystyle C}
{\displaystyle p(x)\leq Cq(x)}
gilt. Seien nun {\displaystyle {\overline {Q}}_{p}\colon X\to {\overline {X}}_{p}} und {\displaystyle {\overline {Q}}_{q}\colon X\to {\overline {X}}_{q}} die oben beschriebenen Abbildungen, dann definiert man einen stetigen linearen Operator {\displaystyle T_{q,p}\colon {\overline {X}}_{q}\to {\overline {X}}_{p}} wie folgt:
- Falls {\displaystyle z\in i_{q}(X_{q})\subseteq {\overline {X}}_{q}}, dann {\displaystyle T_{q,p}(z):={\overline {Q}}_{p}\left({\overline {Q}}_{q}^{-1}(z)\right)}. Dies ist eine wohldefinierte Abbildung wegen der Beschränktheit von {\displaystyle p} durch {\displaystyle q}.
- Falls {\displaystyle z\not \in i_{q}(X_{q})} und {\displaystyle z\in {\overline {X}}_{q}}, dann existiert eine Folge {\displaystyle (z_{n})_{n}\in i_{q}(X_{q})} welche gegen {\displaystyle z} konvergiert. Die Folge {\displaystyle \left(T_{q,p}(z_{n})\right)_{n}} konvergiert auch in {\displaystyle {\overline {X}}_{p}} und deshalb definiert man in diesem Fall {\displaystyle T_{q,p}(z):=\lim \limits _{n\to \infty }\left(T_{q,p}(z_{n})\right)_{n}.}[9]

#### Hilbert-Halbnorm
Eine Halbnorm {\displaystyle p} auf {\displaystyle X} nennt man Hilbert-Halbnorm, falls eine positiv-definite Bilinearform {\displaystyle b\colon X\times X\to \mathbb {R} } existiert, so dass
{\displaystyle p(x)={\sqrt {b(x,x)}}}
für alle {\displaystyle x\in X}. Falls {\displaystyle p} eine Hilbert-Halbnorm ist, dann ist {\displaystyle {\overline {X}}_{p}} ein Hilbertraum.

### Sazonow-Topologie
Sei {\displaystyle (X,\tau )} ein lokalkonvexer Vektorraum. Dann definiere eine Familie von stetigen Hilbert-Halbnormen {\displaystyle {\mathcal {P}}=(p_{j})} wie folgt: es gilt {\displaystyle p\in {\mathcal {P}}} genau dann wenn
- eine Hilbert-Halbnorm {\displaystyle q} existiert, so dass {\displaystyle p(x)\leq Cq(x)} für alle {\displaystyle x\in X}.
- {\displaystyle T_{q,p}} ein Hilbert-Schmidt-Operator ist.

Die durch die Familien {\displaystyle {\mathcal {P}}} erzeugte Topologie {\displaystyle \tau ^{S}:=\tau ^{S}(X,\tau )} heißt Sazonow-Topologie oder S-Topologie.
Ein lokalkonvexer Vektorraum {\displaystyle (X,\tau )} ist genau dann ein nuklearer Raum, falls seine Topologie mit der Sazonow-Topologie übereinstimmt {\displaystyle \tau =\tau ^{S}}.

#### Erläuterungen
Die Sazonow-Topologie {\displaystyle \tau ^{S}} hängt von der Wahl der Topologie {\displaystyle \tau } ab. Generell gilt {\displaystyle \tau ^{S}(X,\tau )\neq \tau ^{S}(\tau ^{S}(X,\tau ))}. Ein lokalkonvexer Raum ausgestattet mit der schwachen Topologie {\displaystyle (X,\sigma (X,X')} ist ein nuklearer Raum und deshalb gilt {\displaystyle \tau ^{S}((X,\sigma (X,X'))=\sigma (X,X')}.

## Satz von Minlos-Sasonow
Sei {\displaystyle \mu } ein zylindrisches Maß auf {\displaystyle {\mathcal {Zyl}}(X,X')} und {\displaystyle \tau } eine lokalkonvexe Topologie auf {\displaystyle X}, welche kompatibel mit der dualen Paarung ist. Sei nun {\displaystyle \tau ^{S}} die Sazonow-Topologie bezüglich {\displaystyle \tau }. Dann ist {\displaystyle \mu } σ-additiv auf {\displaystyle {\mathcal {Zyl}}(X,X')}, wenn die Fourier-Transformierte {\displaystyle {\hat {\mu }}(f)\colon X'\to \mathbb {C} } in Null stetig in der Sazonow-Topologie {\displaystyle \tau ^{S}} ist.